# Miloslav Vlk
Miloslav Vlk (Líšnice (Sepekov), 17 mei 1932 – Praag, 18 maart 2017) was een Tsjechisch kardinaal, aartsbisschop van Praag en primaat van Bohemen.

## Leven en werk
Op 23 juni 1968 werd hij tot rooms-katholiek priester gewijd en aansluitend benoemd tot secretaris van Josef Hlouch, die dankzij de Praagse Lente hersteld was in zijn functie van bisschop van České Budějovice in Zuid-Bohemen.
De Praagse Lente duurde niet lang en na de inval van het Warschaupact werd de politieke situatie opnieuw ongunstig voor de katholieken in het toenmalige Tsjecho-Slowakije. Vlk viel in 1971 in ongenade bij de regerende Communistische Partij, die zijn invloed bij de parochianen als een gevaar zag. Hij werd eerst uit het bisdom České Budějovice verbannen naar afgelegen, dunbevolkte parochies en ten slotte werd hem zijn priesterlijke bevoegdheid ontnomen. Vanaf 1978 werkte hij jarenlang als glazenwasser in het centrum van Praag, terwijl hij in het geheim zijn pastorale taken uitvoerde.
Na de Fluwelen Revolutie van 1989 werd hij gerehabiliteerd. Hij keerde in 1990, nu als bisschop, terug naar České Budějovice en werd in 1991 benoemd tot aartsbisschop van Praag. Van 1993 tot 2001 was hij president van de Raad van Europese Bisschoppenconferenties. In 1994 werd hij door paus Johannes Paulus II verheven tot kardinaal. Hij was gastheer van paus Benedictus XVI, die Tsjechië in september 2009 bezocht.
In januari 2010 waarschuwde hij voor de ruimte die de stelselmatige ontkerstening naar zijn opvatting biedt voor de islamisering van Europa.
Op 13 februari 2010 aanvaardde paus Benedictus XVI zijn ontslag als aartsbisschop van Praag en stelde Dominik Duka aan als zijn opvolger.